# Fernmeldeturm Blender
Der Fernmeldeturm Blender ist eine Sendeanlage im Kürnacher Wald im Landkreis Oberallgäu in Bayern. Für die Öffentlichkeit ist der Turm unzugänglich.

## Geographische Lage
Der Fernmeldeturm Blender befindet sich im Gemeindegebiet von Wiggensbach, rund 2 km südsüdwestlich von deren Kernort. Er steht auf dem Rauhenstein, dem Südwestausläufer des Bergs Blender (1072,3 m ü. NHN), auf 1057 m Höhe.

## Konstruktion
Der Antennenträger der Sendeanlage ist ein in Stahlbetonbauweise ausgeführter und 115 m hoher Fernmeldeturm. Beim Bau wurden 175 Tonnen Baustahl und 1000 m³ Beton verbraucht. Der Turmschaft hat 5 Meter (m) Durchmesser und ist 88,5 m hoch. Die Betriebskanzel hat 16 m Umfang und die direkt oberhalb davon befindliche Plattform 1 hat 12 m Durchmesser. Die weiter oberhalb davon angebrachten Plattformen 2 und 3 sind mit 13,5 m Durchmesser identisch. Der 26,5 m hohe Turmaufsatz hat 0,95 m Durchmesser.

## Geschichte und Verwendung

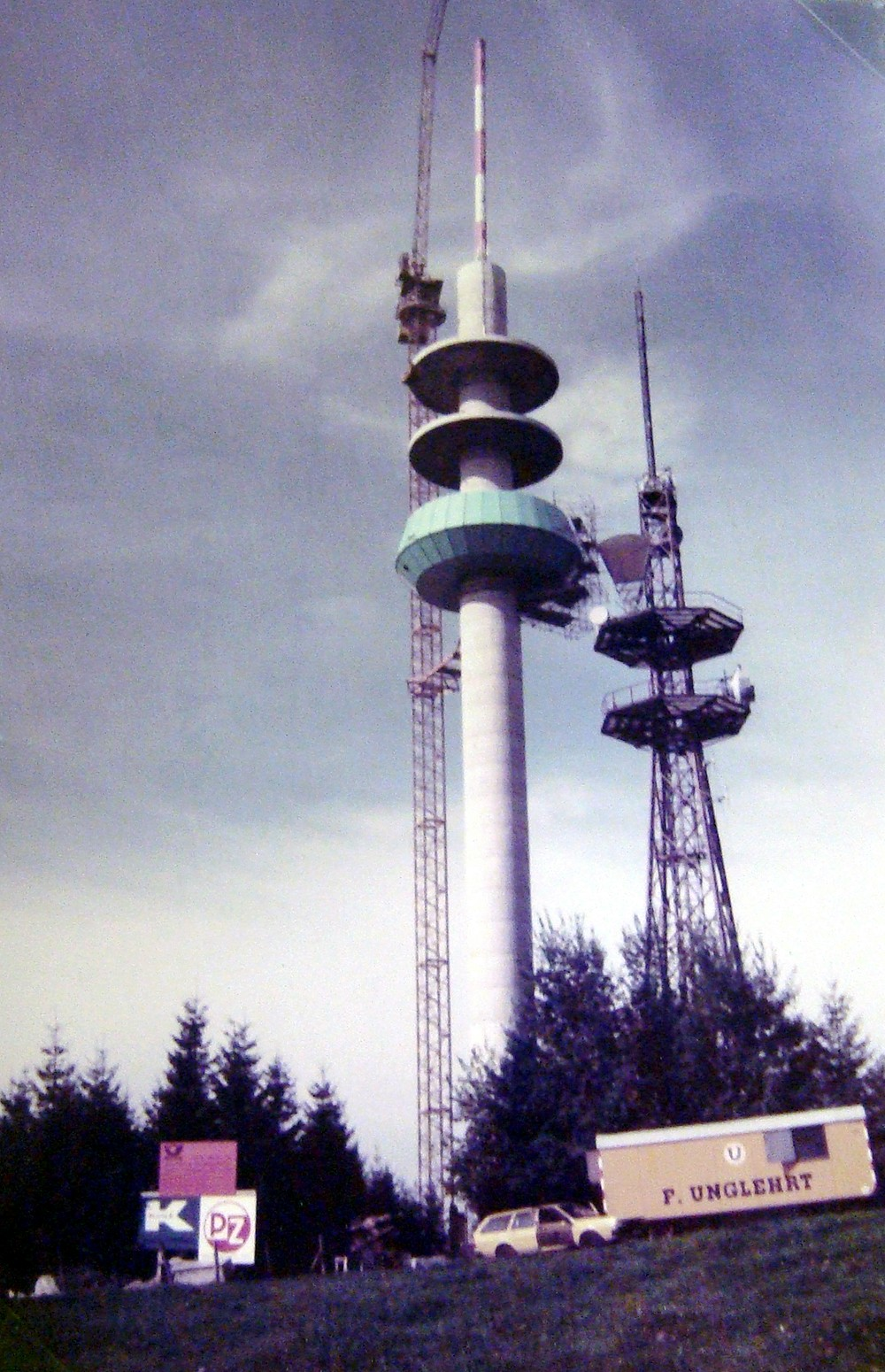
Bau des Fernmeldeturms (1983); rechts der alte Stahlgittermast

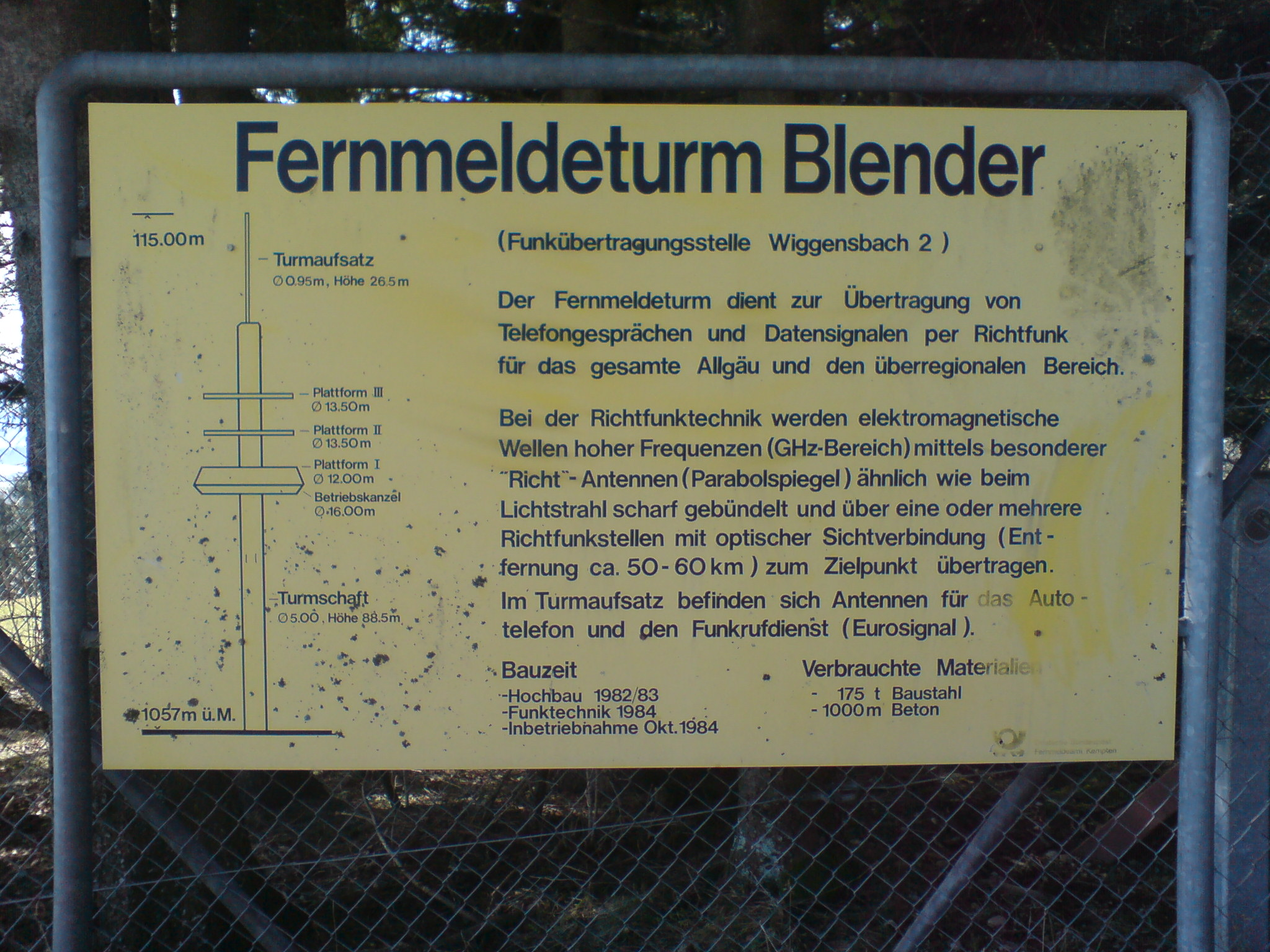
Schild an der Umzäunung vom Fernmeldeturm Blender

Der Turm wurde von der Deutschen Bundespost in den Jahren 1982/83 als Ersatz für einen etwas niedrigeren Stahlgittermast als Typenturm (FMT 15) errichtet und nach der Einrichtung der Funktechnik im Oktober 1984 in Betrieb genommen. Damals wurde hier das Eurosignal gesendet, welches unterhalb des UKW-Bereiches amplitudenmoduliert abgestrahlt wurde – eine Art analoger Pager-Vorläufer ohne Text. 1988 wurde von der Deutschen Bundespost erwogen, den Turm für RTL oder SAT.1 im Rahmen des Antennenfernsehens zu nutzen (Kanal 36), was jedoch nie verwirklicht wurde.
Ebenfalls wurde der Fernmeldeturm von der Partei „Die Grünen“ als möglicher Ersatzstandort für den geplanten Sendemast auf dem Schwarzen Grat vorgeschlagen, der aus Umweltgründen nicht gebaut werden durfte. Auch dieses Vorhaben scheiterte an der Deutschen Bundespost.
Neben Richt- und Mobilfunk wurde auch der Kemptener Regionalradiosender RSA ausgestrahlt. Der Turm diente von 1983 bis 2005 auch als Kabelkopfstation für das Oberallgäu. Heute werden die Signale im ehemaligen Fernmeldeamt Kempten in der Bahnhofstraße einheitlich für das Oberallgäu, Kempten sowie das Ostallgäu umgesetzt. Die sich früher auf dem Turm befindende Amateurfunk-Packet-Radio-Relaisfunkstelle des OV Augsburg wurde Ende 2011 abgebaut.

## Frequenzen und Programme

### Analoger Hörfunk (UKW)
Am 14. Januar 2025 wurde die Frequenz 97,6 MHz abgeschaltet, da das Hörfunkprogramm RSA zum Jahresende 2024 den Sendebetrieb eingestellt hatte.
Ehemalig abgestrahltes Programm:
| Frequenz (in MHz) | Programm  | Senderlogo | RDS PS   | RDS PI | Regionalisierung | ERP (in kW) | Antennendiagramm rund (ND)/gerichtet (D) | Polarisation horizontal (H)/vertikal (V) |
| ----------------- | --------- | ---------- | -------- | ------ | ---------------- | ----------- | ---------------------------------------- | ---------------------------------------- |
| 97,6              | RSA Radio |            | __RSA___ | DE1F   | Oberallgäu       | 1           | D (150–180°)                             | H                                        |

### Digitaler Hörfunk (DAB+)
Am 1. Februar 2023 wurde der DAB-Kanal 11B OAS BW mit einer Sendeleistung von 10 kW aufgeschaltet.
| Block                 | Programme | ERP (kw) | Antennendiagramm rund (ND) / gerichtet (D) | Polarisation horizontal (H) / vertikal (V) | Gleichwellennetz (SFN) |
| --------------------- | --- | -------- | ------------------------------------------ | ------------------------------------------ | --- |
| 11B OAS BW (D__00201) | - Antenna BW (72 kbps) - Antenne 1 (72 kbps) - baden.fm (72 kbps) - bigFM (72 kbps) - Die Neue 107.7 (72 kbps) - die neue welle (72 kbps) - Energy Stuttgart (72 kbps) - Donau 3 FM (72 kbps) - egoFM (72 kbps) - Hitradio Ohr (72 kbps) - Radio 7 (72 kbps) - Radio Regenbogen (72 kbps) - Rock FM (72 kbps) - Das Neue Radio Seefunk (72 kbps) - Radio Teddy (72 kbps) - Radio Ton (72 kbps) | 10       | D                                          | V                                          | Aalen, Alpirsbach, Bad Mergentheim (Löffelstelzen), Bad Urach (Hanner Felsen), Baden-Baden (Merkur), Baiersbronn, Blauen, Brandenkopf, Donaueschingen, Freiburg (Schönberg), Forbach, Geislingen (Oberböhringen), Heidelberg (Königstuhl), Heilbronn (Schweinsberg), Hochrhein (Rickenbach), Hornisgrinde, Karlsruhe (Grünwettersbach), Blender, Kreuzwertheim, Lahr (Schutterlindenberg), Langenburg, Mudau, Pfänder, Langenbrand, Raichberg, Ravensburg (Höchsten), Reutlingen (Scheibengipfel), Schramberg/Sulgen-Süd, Stuttgart (Frauenkopf), Witthoh, Ulm (Kuhberg) |